# 케이에스피 (기업)
케이에스피(KSP)는 대한민국의 선박용 엔진밸브 기업이다. 본사는  부산광역시 강서구 녹산산업북로 147(송정동)에 위치해 있다. 주요 매출은 엔진부품 판매에서 발생하고 있다.

## 상장
2004년 코스닥 시장에 상장하였다.

## 참고 문헌
1. ↑  송종현, 금강공업, 케이에스피 인수, 한국경제, 2018.11.23